# Stenochironomus albipalpus
Stenochironomus albipalpus är en tvåvingeart som beskrevs av Art Borkent 1984. Stenochironomus albipalpus ingår i släktet Stenochironomus och familjen fjädermyggor. Inga underarter finns listade i Catalogue of Life.